# レイク・チャールズ駅
レイク・チャールズ駅（英語：Lake Charles Station）はアメリカ合衆国ルイジアナ州レイクチャールズ ライアン・ストリート100にある駅。全米各地を結ぶ旅客鉄道のアムトラックが乗り入れている。

## 概要
レイクチャールズ駅は1992年に現在の場所で開業した。1980年代後半に焼失したサウス・レールロード・アヴェニューにあったテキサス・アンド・ニューオーリンズ鉄道の駅モデルにした。現在の駅は赤レンガと金属張りの屋根で構成される約111平方メートルの駅舎で、待合室、管理人が使用する事務室、およびトイレが設置されている。新しい鉄道駅は前市長ウィリー・マウント氏、アムトラック、プレイヤーズ・リバー・カジノが事業の後押しを主導した。

## 利用可能な鉄道路線／列車
アムトラックの停車する列車は下記の通り。
ニューオーリンズとロサンゼルス間の夜行長距離列車サンセット・リミテッド号 …ロサンゼルス方面 月・水・土、ニューオーリンズ方面 火・金・日出発
※ロサンゼルス行き列車はサンアントニオ駅でシカゴ発のテキサス・イーグル号と併結される。ニューオーリンズ行き列車はサンアントニオ駅までテキサス・イーグル号と併結され、サンアントニオ駅で切り離し。